# Война на световете (сериал)
Вижте пояснителната страница за други значения на Война на световете.
Война на световете, е сериал (по романа „Война на световете“ на Хърбърт Уелс) от 1898 г.
Той е в 2 сезона с 43 серии (23 – 1 сез.; 20 – 2 сез.) и е един вид продължение на филма „Война на световете“ на Байрон Хаскин от 1953 г.

## Сюжет
В края на филма от 1953, Земята е спасена от извънземните нашественици, и когато очевидно те са унищожени от някакъв вид широко разпространена земна бактерия. В този сериал извънземните от 1953 са върнати от смъртта от радиация, убиваща опасната за тях бактерия. Сега те започват геноцидна война срещу нищо неподозиращата Земя, използвайки способността си да завземат човешките тела и по този начин да се прикриват и придвижват необезпокоявани от никого. Доктор Харисън Блеквууд, микробиоложката Сюзан МакКълаг, компютърният програмист Нортън Дрейк и Полк. Пол Айрънхоурс, са събрани в група, която има мисия да спаси света от заплахата надвиснала над нея. Във втория сезон Харисън и Сюзан, се присъединяват към наемника Джон Кинкейд, който им помага да се борят в постапокалиптичната градска пустош, срещу втората вълна извънземни нашественици, посветени да унищожат живота на Земята.

## Награди
- номиниран на наградите Сатурн (1990) за „най-добър сериал в жанра“